# 土船
土船（つちふね）は、福島県福島市の大字である。郵便番号は960-2152。

## 地理
福島市西部の吾妻地域に属し、地区南部に位置する。北で桜本と、東で庄野と、南で上名倉と、西で佐原とそれぞれ隣接する。概ね市町村制施行以前の旧信夫郡土船村域にあたる。福島盆地西端部の扇状地であり、水田や果樹園といった農地が広がる。地区東端には福島西工業団地が造成されており、多数の工場が立地している。上町に所在する福島警察署及び上野寺に所在する福島消防署西出張所がそれぞれ管轄にあたる。

## 河川・湖沼
- 鍛冶屋川
  - 白津川

### 主な字
- 赤林
- 榎内
- 榎内下
- 大志田
- 於畑
- 大前
- 梅原
- 後田
- 柿内
- 上古屋
- 上地武内
- 上林
- 北原野
- 北谷地
- 北谷地頭
- 腰巻
- 久保田
- 五反田
- 高野川
- 下鎌

- 下林
- 新林
- 新町
- 地武内
- 陳林
- 下鍛冶屋
- 堰端
- 勢至頭
- 才明寺
- 竹ノ花
- 辻内
- 戸ノ内
- 鳥田
- 中原
- 中谷地
- 二本石
- 二反田
- 西
- 中林
- 原野町

- 東
- 町前
- 道端
- 南原野
- 宮西
- 村林
- 雌立
- 明神前
- 町田
- 前中
- 森石
- 前田
- 南谷地
- 谷地
- 谷地頭
- 谷地前
- 鑓合内
- 鑓川内
- 藁田
- 早稲田

## 歴史
- 1889年（明治22年）4月1日 - 町村制の施行により信夫郡水保村が発足。旧土船村域は水保村の大字となる。
- 1956年（昭和31年）9月30日 - 水保村が合併により吾妻村となり、吾妻村の大字となる。（1962年（昭和37年）11月1日に町制施行し吾妻町となる。）
- 1968年（昭和43年）10月1日 - 吾妻町が福島市に編入され、福島市の大字となる。

## 世帯数と人口
2022年（令和4年）6月30日現在の世帯数と人口は以下の通りである。
| 大字 | 世帯数  | 人口  |
| ---- | ------- | ----- |
| 土船 | 243世帯 | 564人 |

## 小・中学校の学区
市立小・中学校に通う場合、学区は以下の通りとなる。
| 番地 | 小学校             | 中学校             |
| ---- | ------------------ | ------------------ |
| 全域 | 福島市立水保小学校 | 福島市立吾妻中学校 |

## 交通

### 道路
- 福島県道5号上名倉飯坂伊達線
  - 鍛冶屋川橋（鍛冶屋川）
  - 下白津川橋（白津川）
- 福島県道126号福島微温湯線
- 福島市道37号土船庭塚線
- 福島市道38号佐原水保線
- 福島市道116号佐原折戸線（福島西部広域農道）

### バス
福島交通路線バス
- （福島駅・大原綜合病院方面） - 原の町 - 土船 - 土船終点
  - 土船

## 施設
- 林野庁福島森林管理署土湯森林事務所
- 福島市立水保小学校
- 福島西工業団地
  - 東芝照明プレシジョン 福島事業所
  - 日本ベクトン・ディッキンソン 福島工場
- 社会福祉法人 青葉学園
- 曹洞宗 東泉寺
- 貴船神社
- 薬師如来